# 다식 (고구려)
다식(多式, ?~?)은 고구려 귀족 출신의 고구려 부흥운동가이다.

## 생애
고구려의 귀족이자, 소형(小兄)으로 고구려가 멸망하자 안승(安勝)을 왕을 추대한 뒤 신라에 사신으로 파견되어 문무왕에게 고구려를 부흥하게 하여 영세에 충성을 다할 번병(藩屛)이 되게 해달라는 내용의 죽서를 전했다.